# Ponte Umberto I
Ponte Umberto I, noto anche come ponte Umberto, è un ponte che collega piazza di Ponte Umberto I a piazza dei Tribunali, a Roma, nei rioni Ponte e Prati.

## Descrizione
Progettato dall'architetto Angelo Vescovali, fu costruito tra il 1885 e il 1895; fu dedicato al Re d'Italia Umberto I, che inaugurò il ponte, insieme con la consorte Margherita di Savoia. Il ponte collega il palazzo di Giustizia (Palazzaccio) con la zona circostante Piazza Navona. 
Presenta tre arcate in muratura rivestite di travertino e pietra di Subiaco ed è lungo circa 105 metri. Curiosamente, il senso di marcia sul ponte è opposto rispetto a quello usualmente in uso in Italia.